# NTFS-3G
NTFS-3Gは、WindowsのNTFSというファイルシステムの読み書きをサポートしたオープンソースのクロスプラットフォーム実装である。NTFS-3GはFUSEファイルシステムインタフェースを使っているため、様々なオペレーティングシステム (OS) 上で修正することなく動作可能である。動作が報告されているOSとしては、Linux、macOS、FreeBSD、NetBSD、Solaris、BeOS、Haiku がある。ライセンス条件はGNU General Public Licenseと商用ライセンスのデュアルライセンスになっている。ntfsmountからのフォークである。
NTFS-3GはLinux NTFS開発者の1人Szabolcs Szakacsits (ˈsɒbolt͡ʃ ˈsɒkɒt͡ʃit͡ʃ) が2006年6月に開発した。最初の安定版 1.0 は2007年2月21日にリリースとなっている。現在、NTFS-3Gはフリーな「コミュニティ版」であり、プロプライエタリ版としてTuxera NTFSがある。

## 機能
NTFS-3Gはファイルを書くための全ての操作をサポートしている。NTFSパーティション上で任意の大きさのファイルを作成し、更新し、改名し、移動し、削除することができる。透過的な圧縮と暗号化についてはまだ不完全で、読み込みだけが可能である。アクセス制御リストとファイルパーミッションの更新は可能である。NTFSパーティションはFilesystem in Userspace (FUSE) インタフェースを使ってマウントする。
NTFS-3GはNTFSジャーナリングを部分的にサポートしているだけなので、コンピュータのクラッシュや電源断が発生すると、ファイルシステムが一貫していない状態になってしまう。これが発生したときにはWindowsで立ち上げて、NTFSにジャーナルを再実行させる必要がある。

## 性能
ベンチマークによると、NTFS-3Gと他のファイルシステムの性能はほとんど変わらない。
- JFS, XFS, NTFS-3G, ZFS-FUSE の性能比較
- 5つのファイルシステムのベンチマーク結果（Internet Archiveに保存されているページ）

これらの結果を見ると、NTFS-3Gは完全に最適化されているとは言い難い。しかし、組み込みプラットフォームや電子機器メーカー向けの商用高性能バージョンが用意されている。

## 歴史
- 2006年10月31日、NTFS-3Gは Linux NTFSプロジェクトから独立した。
- 2007年2月21日、Szabolcs Szakacsitsは「最初のオープンソースでフリーで安定した読み書き可能なNTFSドライバ NTFS-3G 1.0のリリース」を発表した。
- 2008年に開発者のSzabolcs SzakacsitsがフィンランドでTuxera Inc.を設立した。2010年10月現在、 TuxeraがNTFS-3Gの開発・オープンソース版の保守・商用ライセンス供与を行っている。
- 2011年4月12日、NtfsprogsプロジェクトがNTFS-3Gに合流した。
- NTFS-3Gはversion 2015.3.14.からTRIMのサポートを追加した。